# 扎莫日内 (敖德萨州)
46°59′2″N 30°3′9″E / 46.98389°N 30.05250°E
扎莫日內（烏克蘭語：Заможне）是位於烏克蘭西南部的村莊，由敖德萨州羅茲季利納區的新博里西夫卡市鎮負責管轄。該村始建於1929年，面積0.54平方公里，海拔高度161米，2001年人口355，人口密度每平方公里657.41人。